# Магазинчик ужасов (фильм, 1986)
«Магазинчик ужасов» (англ. Little Shop of Horrors), «Лавка ужасов», «Маленький магазинчик ужасов» — музыкальный кинофильм, комедия ужасов. Экранизация мюзикла, созданного по одноимённому фильму 1960 года.

## Сюжет
Однажды, прогуливаясь по цветочному рынку, молодой сотрудник цветочного магазина Сеймур Крелборн находит необычное растение; он приносит его в магазин, где ставит над ним ботанические опыты. По стечению обстоятельств это растение привлекает своей экзотичностью публику и вскоре Сеймур становится известным всему городу.
В процессе ухода за растением оказалось, что цветок предпочитает помимо удобрений и минералов кровь, а особенно плодотворное воздействие на рост и развитие растения оказывает человеческое мясо.
Через некоторое время выяснилось, что растение прибыло из космоса с целью порабощения человечества и захвата планеты Земля.

## В ролях
| Актёр            | Роль              |
| ---------------- | ----------------- |
| Рик Моранис      | Сеймур Крелборн   |
| Эллен Грин       | Одри              |
| Винсент Гардения | мистер Мушник     |
| Стив Мартин      | Орин Скривелло    |
| Джеймс Белуши    | Патрик Мартин     |
| Джон Кэнди       | Уинк Уилкинсон    |
| Билл Мюррей      | Артур Дентон      |
| Тичина Арнольд   | Кристал           |
| Мишель Викс      | Ронетт            |
| Тиша Кэмпбелл    | Шиффон            |
| Леви Стаббс      | Одри II (озвучка) |